# Retronectes melpomene
Retronectes melpomene är en plattmaskart som beskrevs av Wolfgang Sterrer och Rieger 1974. Retronectes melpomene ingår i släktet Retronectes, och familjen Retronectidae. Arten är reproducerande i Sverige.